# Stazione di San Gallo Güterbahnhof
La stazione di San Gallo Güterbahnhof (in tedesco Bahnhof St. Gallen Güterbahnhof), o scalo merci di San Gallo, è una stazione ferroviaria nel comune svizzero di San Gallo sulla linea San Gallo-Gais-Appenzello, facente parte della ferrovia Appenzello-San Gallo-Trogen.

## Storia
La stazione viene utilizzata dagli ultimi mesi del 2022 come fermata a richiesta per il traffico passeggeri, ed è situata in corrispondenza del preesistente scalo merci della città elvetica.

## Strutture e impianti
La stazione dispone di 2 binari dotati di marciapiede per il servizio passeggeri e di una pensilina con copertura per ciascun binario.

## Movimento
La stazione è servita da treni a cadenza semioraria sulla relazione Appenzello - Trogen (linea S21 della rete celere di San Gallo) e da alcuni treni alle ore di punta per Teufen, Gais o Trogen (linea S22 della rete celere di San Gallo). Per entrambe le linee, è una fermata a richiesta.

## Servizi
Vi è un piccolo parcheggio di interscambio nei pressi della stazione.